# Henry León
Henry Geovanny León León (Quito, Pichincha, Ecuador; 20 de abril de 1983) es un futbolista ecuatoriano. Juega de volante defensivo y su equipo actual es Aampetra de la Segunda Categoría de Ecuador.

## Trayectoria
Henry León ha jugado en varios clubes de Ecuador, además de un paso por el fútbol del exterior, cuando jugó en El Gouna FC de Egipto.

## Selección nacional
Fue convocado por primera vez a la selección de fútbol de Ecuador en septiembre del 2012 para ser parte del plantel en la 7.ª y 8.ª fecha de la eliminatorias mundialistas.
El 6 de febrero de 2013 jugó el histórico partido amistoso en el que Ecuador venció de visita 3-2 a la selección de Portugal de Cristiano Ronaldo.

### Participaciones en eliminatorias
| Eliminatorias     | Sede            | Resultado    | Partidos | Goles |
| ----------------- | --------------- | ------------ | -------- | ----- |
| Eliminatoria 2010 | América del Sur | No clasificó | 5        | 0     |
| Eliminatoria 2014 | América del Sur | Clasificado  | 6        | 0     |

## Clubes
| Club                    | País    | Año       |
| ----------------------- | ------- | --------- |
| Espoli                  | Ecuador | 2001-2008 |
| Universidad Católica    | Ecuador | 2009      |
| Gouna F. C.             | Egipto  | 2009      |
| Barcelona S. C.         | Ecuador | 2010      |
| Olmedo                  | Ecuador | 2011      |
| Independiente del Valle | Ecuador | 2012-2014 |
| Emelec                  | Ecuador | 2015-2016 |
| Clan Juvenil            | Ecuador | 2017      |
| Aucas                   | Ecuador | 2018      |
| Técnico Universitario   | Ecuador | 2019-2021 |
| Cumbayá F. C.           | Ecuador | 2021      |
| Aampetra                | Ecuador | 2022-act. |

## Palmarés

### Campeonatos nacionales
| Torneo             | Club          | País    | Año  |
| ------------------ | ------------- | ------- | ---- |
| Serie A de Ecuador | Emelec        | Ecuador | 2015 |
| Serie B de Ecuador | Espoli        | Ecuador | 2005 |
| Serie B de Ecuador | Cumbayá F. C. | Ecuador | 2021 |

### Distinciones individuales
| Distinción                          | Club   | País    | Año  |
| ----------------------------------- | ------ | ------- | ---- |
| Mejor mediocampista de la Serie B   | Espoli | Ecuador | 2005 |
| 11 ideal del Campeonato Ecuatoriano | Emelec | Ecuador | 2015 |